# 交通大学科学馆
科学馆也称哲生馆，位于上海交通大学徐汇校区北部，包兆龙图书馆北面，工程馆西侧，竣工于1946年。该楼为钢筋混凝土结构，建筑面积为2,162平方米。

## 历史
1936年，交通大学即决定兴建一座工程实验楼。次年5月21日，为纪念原交通大学校长孙科（字哲生）之功绩，决定将该楼命名为“哲生馆”，并请于右任题写馆名。后哲生馆因抗日战争停工。抗日战争结束后，1946年6月复工，当年10月24日竣工。翌年4月8日交通大学51周年校庆之际，举行哲生馆授钥典礼。
哲生馆建成时，作为学校理学院的教学楼和实验楼使用。
中华人民共和国成立后，馆名更为“科学馆”，并将旧馆名覆盖。2008年11月8日科学馆进行墙面清理时，施工人员取下“科学馆”的铁匾，原于右任题写的“哲生馆”馆名方重见天日。